# 쑨이항
쑨이항(중국어 간체자: 孙亦航, 정체자: 孫亦航, 병음: Sūn Yìháng, 한자음: 손역항, 영어: Yihang Sun, 2001년 10월 21일 ~ ), 또는 황위항(중국어 간체자: 黄宇航, 정체자: 黃宇航, 병음: Huáng Yǔháng, 한자음: 황우항)은 중국의 가수이자 무용가이다. 소속사는 위엔지화 문화이다. 팬덤명은 「꼬마 우주」 (小宇宙)이며, 상징색은 「별 하늘 퍼플」 (星空紫,  )이다.

## 음악 작품

### 싱글
| 발매일          | 곡 명칭            | 곡 설명                                                                                  | 각주 |
| 2019년 11월 8일 | 《길》 (路) (Road) | - 작사: 쑨이항 - 작곡: 쑨이항 - 편곡: 란보(蓝波SAMA) - 레이블: 위엔지화 문화(原际画文化) |      |